# Picriet

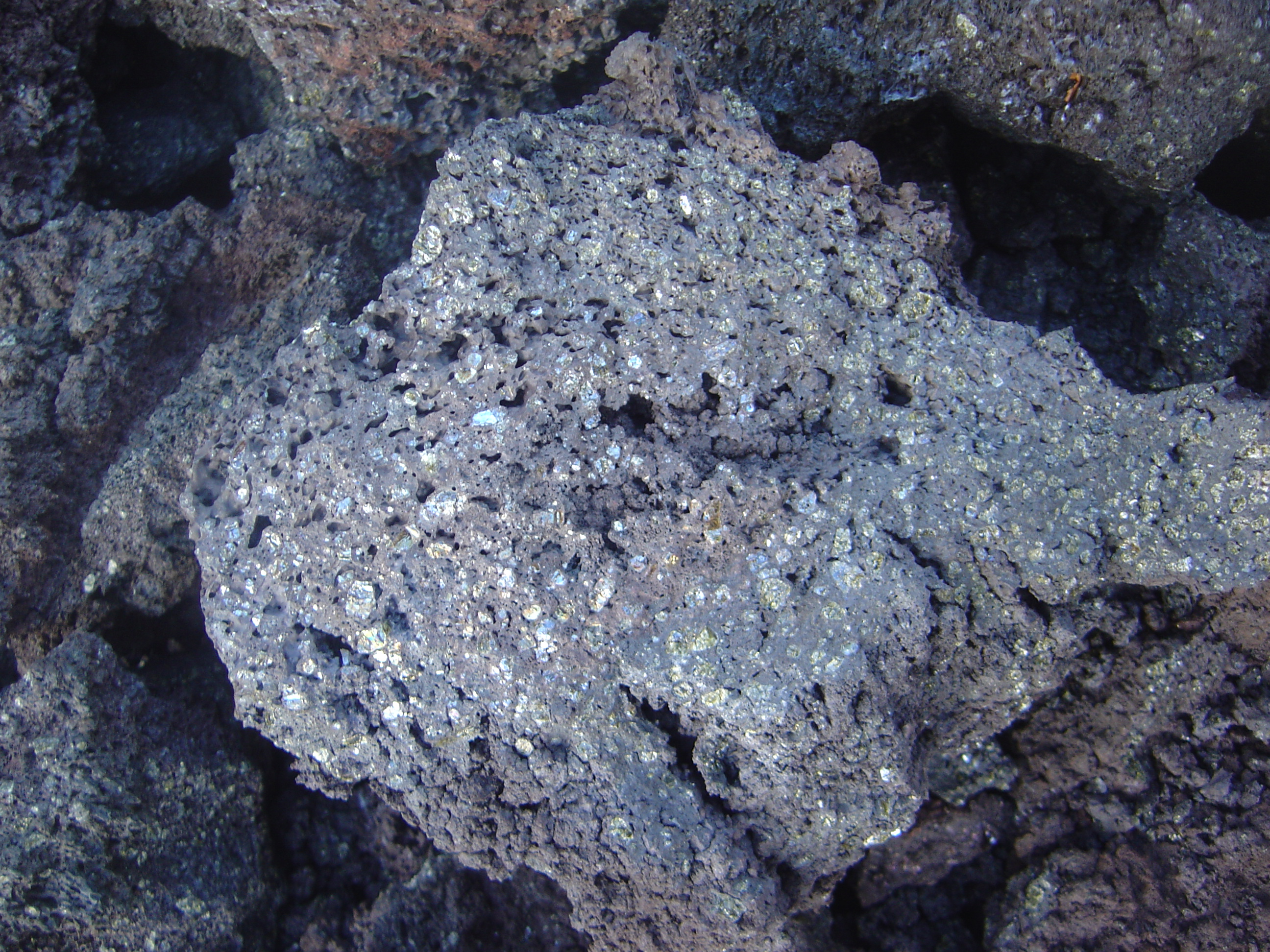
Picrietgesteente

Picriet is een uitvloeiingsgesteente met de chemische samenstelling als die van basalt, alleen bevat picriet meer dan 25% olivijn.

## Eigenschappen
De olivijn-kristallen in een picriet zijn meestal als fenocrysten aanwezig in een fijnkristallijne matrix. Naast olivijn bevat picriet de pyroxeen augiet, de amfibool hoornblende, biotiet en plagioklaas. De samenstelling van picriet en komatiiet lijken sterk op elkaar, alleen heeft laatstgenoemde de typische spinifextextuur en een hoger magnesium-gehalte.

## Voorkomen
Picriet, ook wel oceaniet genoemd, wordt onder andere gevormd op Mauna Kea en Mauna Loa, Hawaï en de Piton de la Fournaise op Réunion.